# 21.ª etapa del Giro de Italia 2022
La 21.ª etapa del Giro de Italia 2022 tuvo lugar el 29 de mayo de 2022 y consistió en una contrarreloj indivial con inicio y final en Verona sobre un recorrido de 17,4 km. El vencedor fue el italiano Matteo Sobrero del equipo BikeExchange-Jayco y el australiano Jai Hindley del Bora-Hansgrohe se llevó la prueba, siendo el primer ciclista de esa nacionalidad en ganarla.

## Clasificación de la etapa
| Verona - Verona | contrarreloj individual | (17,4 km) |

| \| Clasificación de la etapa \| Clasificación de la etapa \| Clasificación de la etapa \| Clasificación de la etapa \| Clasificación de la etapa \| \| Ciclista \| Ciclista \| Equipo \| Tiempo \| \| \| ------------------------- \| ------------------------- \| ------------------------- \| ------------------------- \| ------------------------- \| \| 1.º \| Matteo Sobrero \| BikeExchange-Jayco \| 22 min 24 s \| \| \| 2.º \| Thymen Arensman \| Team DSM \| + 23 s \| \| \| 3.º \| Mathieu van der Poel \| Alpecin-Fenix \| + 40 s \| \| \| 4.º \| Bauke Mollema \| Trek-Segafredo \| + 1 min 08 s \| \| \| 5.º \| Ben Tulett \| Ineos Grenadiers \| + 1 min 12 s \| \| \| 6.º \| Mauro Schmid \| Quick-Step Alpha Vinyl \| + 1 min 17 s \| \| \| 7.º \| Magnus Cort \| EF Education-EasyPost \| + 1 min 18 s \| \| \| 8.º \| Tobias Foss \| Jumbo-Visma \| + 1 min 19 s \| \| \| 9.º \| Michael Hepburn \| BikeExchange-Jayco \| + 1 min 24 s \| \| \| 10.º \| Richard Carapaz \| Ineos Grenadiers \| + 1 min 24 s \| \| |                      |                        |              |
| |                      |                        |              |
| Fuente: ProCyclingStats |                      |                        |              |
| Clasificación de la etapa |                      |                        |              |
| Ciclista | Ciclista             | Equipo                 | Tiempo       |
| 1.º | Matteo Sobrero       | BikeExchange-Jayco     | 22 min 24 s  |
| 2.º | Thymen Arensman      | Team DSM               | + 23 s       |
| 3.º | Mathieu van der Poel | Alpecin-Fenix          | + 40 s       |
| 4.º | Bauke Mollema        | Trek-Segafredo         | + 1 min 08 s |
| 5.º | Ben Tulett           | Ineos Grenadiers       | + 1 min 12 s |
| 6.º | Mauro Schmid         | Quick-Step Alpha Vinyl | + 1 min 17 s |
| 7.º | Magnus Cort          | EF Education-EasyPost  | + 1 min 18 s |
| 8.º | Tobias Foss          | Jumbo-Visma            | + 1 min 19 s |
| 9.º | Michael Hepburn      | BikeExchange-Jayco     | + 1 min 24 s |
| 10.º | Richard Carapaz      | Ineos Grenadiers       | + 1 min 24 s |

## Clasificaciones al final de la etapa

### Clasificación general(Maglia Rosa)
| \| Clasificación general \| Clasificación general \| Clasificación general \| Clasificación general \| Clasificación general \| \| Ciclista \| Ciclista \| Equipo \| Tiempo \| \| \| --------------------- \| --------------------- \| --------------------- \| --------------------- \| --------------------- \| |          |        |        |
| |          |        |        |
| Fuente: ProCyclingStats |          |        |        |
| Clasificación general |          |        |        |
| Ciclista | Ciclista | Equipo | Tiempo |

### Clasificación por puntos(Maglia Ciclamino)
| Clasificación por puntos | Clasificación por puntos | Clasificación por puntos | Clasificación por puntos | Clasificación por puntos |
| Ciclista                 | Ciclista                 | Equipo                   | Puntos                   |                          |
| ------------------------ | ------------------------ | ------------------------ | ------------------------ | ------------------------ |

### Clasificación de la montaña(Maglia Azzurra)
| Clasificación de la montaña | Clasificación de la montaña | Clasificación de la montaña | Clasificación de la montaña | Clasificación de la montaña |
| Ciclista                    | Ciclista                    | Equipo                      | Puntos                      |                             |
| --------------------------- | --------------------------- | --------------------------- | --------------------------- | --------------------------- |

### Clasificación de los jóvenes(Maglia Bianca)
| Clasificación del mejor joven | Clasificación del mejor joven | Clasificación del mejor joven | Clasificación del mejor joven | Clasificación del mejor joven |
| Ciclista                      | Ciclista                      | Equipo                        | Tiempo                        |                               |
| ----------------------------- | ----------------------------- | ----------------------------- | ----------------------------- | ----------------------------- |

### Clasificación por equipos"Súper team"
| Clasificación por equipos | Clasificación por equipos | Clasificación por equipos | Clasificación por equipos |
| Equipo                    | Equipo                    | Tiempo                    |                           |
| ------------------------- | ------------------------- | ------------------------- | ------------------------- |

## Abandonos
Ninguno.